# Hubert Pirker
Hubert Pirker (n. 3 octombrie 1948, Carintia) este un om politic austriac membru al Parlamentului European în perioada 1999-2004 din partea Austriei. (ÖVP)
1. 1 2 3  Deputații în Parlamentul European